# Karen Quiroga Anguiano
Karen Quiroga Anguiano (Ciudad de México, 19 de enero de 1980) es una política mexicana, que ha sido diputada local en la Asamblea Legislativa del Distrito Federal, diputada federal en el Congreso de la Unión y servidora pública en el Gobierno de la Ciudad de México.

## Biografía

### Formación Académica
Estudió Derecho en la Facultad de Estudios Superiores Aragón de la UNAM. Es licenciada en Gestión y Administración Pública; cuenta con dos especialidades, la primera en Prevención del Delito y Derechos Humanos y la segunda en Sistemas Penitenciarios y Menores Infractores; además tiene la maestría en Prevención y Sistemas Penitenciarios, obteniendo el grado con mención honorífica.
Cuenta con una maestría en Prevención del Delito y Sistemas Penitenciarios por el Centro Jurídico Universitario.

### Experiencia partidaria
Es integrante del Partido de la Revolución Democrática desde hace 29 años. Actualmente es la Secretaria Nacional de Igualdad de Género, puesto en el que ha impulsado políticas y medidas que promueven la igualdad sustantiva, tanto al interior del partido, como en las leyes y políticas públicas a nivel nacional y local, destacando la ley 3 de 3 contra la violencia a lado de líderes feministas, así como la regulación del feminicidio en grado de tentativa, el sexting y el grooming y que los delitos sexuales sean perseguidos de oficio.
Tiene una destacada trayectoria en la defensa de las mujeres contra la violencia familiar y de género. Ha sido la promotora de la reforma feminista al interior del PRD en donde además implementó la primera Unidad de Atención a Víctimas de Violencia de Género.
Fue integrante de la Dirección Nacional Extraordinaria del PRD. Ha sido Comisionada Política Nacional, máximo órgano de ese partido; cinco veces Congresista Nacional, tres veces Consejera Nacional y tres veces Consejera Estatal. Dentro de sus actividades partidarias destaca haber sido comisionada y coordinadora de diversos procesos electorales en distintos estados de la República Mexicana, como Puebla, Oaxaca, Durango, Veracruz y Baja  California.

### Experiencia de gobierno
De 2015 a 2017 fue servidora pública en el Gobierno de la Ciudad de México, destacando su gestión como Coordinadora Ejecutiva del Programa de Estímulos para el Bachillerato Universal en Prepa Sí, una política impulsada por el PRD que fue tan exitosa para incentivar la permanencia de estudiantes de bachillerato y primer año de la universidad, que actualmente otros gobiernos la han retomado en sus programas. Al frente de Prepa Sí, impulsó varios proyectos a favor de la comunidad estudiantil, favoreciendo a beneficiarios del programa con la creación de la Primera Brigada de Rescate Prepa Sí y la Primera Orquesta Prepa Sí; impulsó la acción institucional Llave de la Cultura, para estudiantes del primer año de licenciatura.  También promovió la incorporación de un mayor número de estudiantes de diferentes modalidades para concluir el bachillerato, incluida la preparación para el examen Acredita-BACH ante el CENEVAL.

### Experiencia Legislativa
De 1997 a 2006 fue asesora de diputados locales en la I, II y III Legislaturas de la Asamblea Legislativa del Distrito Federal.
Entre 2009 y 2012 fue Diputada Local por el Distrito XIX en la V Legislatura de la Asamblea Legislativa del Distrito Federal, en donde fungió como Vicepresidenta de la Comisión de Vigilancia y Evaluación de Políticas y Programas Sociales; Secretaria de las comisiones de Administración Pública Local, y Vivienda; Integrante de las comisiones de Asuntos Laborales y Previsión Social; Vigilancia de la Contaduría Mayor de Hacienda; y como  integrante del Comité de Administración. Durante este mismo periodo, también fue integrante de la Coordinación de Vigilancia de la Mesa Directiva del Grupo Parlamentario del PRD en la Cámara de Diputados.
De 2012 al 2015 fue Diputada Federal por el Distrito 18 de Iztapalapa en la LXII Legislatura del Congreso de la Unión, asumiendo la Secretaria de las Comisiones de Vivienda y del Distrito Federal e integrante de la Comisión de Hacienda y Crédito Público desde donde impulsó la reforma de diversas disposiciones en materia electoral, penal, civil, mercantil, así como en leyes relacionadas con la salud, la educación y los derechos de las niñeces y las mujeres.

### Experiencia como activista social
Como activista social además de participar en el movimiento feminista y apoyar múltiples causas ciudadanas, es la Directora Nacional de la asociación civil Movimiento de Unidad, Justicia, Equidad y Reciprocidad (M.U.J.E.R.) desde donde ha encabezado la defensa jurídica de las mujeres y promovido importantes cambios legislativos. Desde hace 29 años ha trabajado por el desarrollo de Iztapalapa, participando como líder comunitaria en la organización ciudadana y en luchas de defensa de la economía familiar, la introducción de servicios públicos, el cobro justo del agua, la luz y el gas, la defensa contra la privatización del petróleo y en las Brigadas del Sol impulsadas por el Partido de la Revolución Democrática. 
Como parte de M.U.J.E.R, ha coordinado a un equipo de abogados  responsables de la elaboración de iniciativas relacionadas con temas para la protección de la mujer, entre las que destacan: Ley Abril, reformas al Código Penal para tipificar el delito de feminicidio en grado de tentativa, agravantes a delitos sexuales cometidos por integrantes de corporaciones policíacas, facultar a la sociedad civil para pedir la Alerta por Violencia de Género y que ésta sea sectorizada por alcaldía o colonia, aumento de medidas cautelares para mujeres de denuncian violencia, entre otras.

### Publicaciones y participación en medios de comunicación
Ha sido columnista en los periódicos nacionales El Heraldo de México, Novedades, etc. Además es autora del libro Sexting y Grooming, editado por Voces de Cultura A.C., con el propósito de prevenir y saber qué hacer frente a estos dos amenazas que afectan a las niñeces y juventudes.